# Milena (voornaam)
Milena is een vrouwelijke voornaam die zowel een Slavische als Italiaanse origine heeft.
In de Slavische context, onder andere in Tsjechië, is het een vrouwelijke variant van de mannelijke voornamen Milan en Milen. Het is daar een verkorte vorm van een naam met het voorvoegsel "Mil" hetgeen "gunst" of "geliefd" betekent. In Italië wordt de naam dan weer beschouwd als een samentrekking van de voornamen Maria en Helena.
- Milena
- Milena (CL)
- Milena (Italië)
- Milena (voornaam)
- Milena Apostolaki
- Milena Bykova
- Milena Govich
- Milena Holdert
- Milena Jesenská
- Milena Kokosz
- Milena Kunis
- Milena Markovna (Mila) Kunis
- Milena Markovna Kunis
- Milena Müllerová
- Milena Nikolić
- Milena Rosner
- Milena Roucka
- Milena Sidorova
- Milena Smit
- Milena Vukotic
- Milena Vukotić
- Milena van Montenegro
- Milenaka